# Huernia marnieriana
Huernia marnieriana är en oleanderväxtart som beskrevs av John Jacob Lavranos. Huernia marnieriana ingår i släktet Huernia och familjen oleanderväxter. Inga underarter finns listade i Catalogue of Life.